# Sigvard Berglöf
John Sigvard Carl Didrikson Berglöf, född 5 augusti 1929 i Stockholm, död 21 april 2014, var en svensk jurist.
Sigvard Berglöf blev jur.kand. 1957 och arbetade en period vid Överståthållarämbetet 1956–1958, innan han gjorde tingstjänstgöring 1958–1960. Berglöf blev fiskal i Kammarrätten 1962 och utnämndes till assessor 1968. Han tjänstgjorde i Finansdepartementet 1967–1975, var skattedirektör vid Riksskatteverket 1975–1980 och ordförande i Nämnden för rättsärenden 1980–1984. Sigvard Berglöf var regeringsråd 1984–1996.
Sigvard Berglöf var ordförande för Stockholms akademiska orkesterförening 1982–1992.